# Myrmarachne rufisquei
Myrmarachne rufisquei är en spindelart som beskrevs av Berland, Millot 1941. Myrmarachne rufisquei ingår i släktet Myrmarachne och familjen hoppspindlar. Inga underarter finns listade i Catalogue of Life.